# Hospital da Marinha

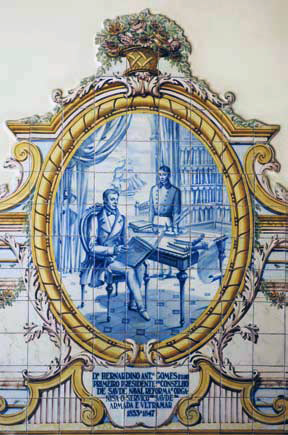
Bernardino António Gomes - filho.
Preparação do Regulamento da Saúde Naval - Hospital da Marinha, pormenor dos azulejos da Sala do Príncipe. 1833-1847

O Hospital da Marinha (HM) foi um órgão de execução de serviços da Marinha Portuguesa, sediado no Campo de Santa Clara, em Lisboa, destinado à prestação de assistência hospitalar, assegurar o ensino na área da saúde e fazer a gestão do abastecimento de material sanitário da Marinha. O HM funcionava na dependência da Superintendência dos Serviços de Pessoal da Marinha, através da Direção do Serviço de Saúde.

## Competências
Competia ao HM efetuar a observação e o tratamento do pessoal militar da Marinha e aos seus familiares beneficiários da Assistência na Doença aos Militares da Armada (ADMA), prestar idêntico apoio aos militares e seus familiares dos outros ramos das Forças Armadas bem como ao pessoal civil em serviço na Marinha, assegurar o ensino pré e pós-graduado de médicos, farmacêuticos, enfermeiros, técnicos de diagnóstico e terapêutica e outro pessoal da área de saúde durante os estágios e assegurar a obtenção e armazenamento de equipamento sanitário, medicamentos e apósitos e o seu fornecimento aos restantes órgãos da Marinha.

## Organização
O HM era dirigido por um capitão de mar e guerra médico naval e compreendia, além do diretor:
- Conselho Administrativo,
- Departamento Médico,
- Departamento Farmacêutico;
- Departamento de Apoio.

O Departamento Médico incluia os serviços de Medicina Interna, Cirurgia Geral, Anestesiologia e Reanimação, Dermatovenereologia, Estomatologia, Neurologia, Oftalmologia, Ortopedia, Otorrinolaringologia, Psiquiatria, Urologia, Cardiologia, Pneumologia, Gastroenterologia, Pediatria, Ginecologia e Obstetrícia, Endocrinologia e Nutrição, Patologia Clínica, Radiodiagnóstico, Fisiatria e Urgência e Apoio Médico

## História
Foi criado como Hospital Real da Marinha (HRM) pelo Alvará com força de Lei do Príncipe Regente D. João de 27 de setembro de 1797, sendo secretário de Estado dos Negócios da Marinha e Ultramar D. Rodrigo de Sousa Coutinho. O hospital foi construído no local do antigo  Colégio de São Francisco Xavier (também conhecido como Hospício dos Jesuítas ao Paraíso), tendo as obras prolongado-se até 1806. O seu edifício, na altura bastante moderno, foi projetado pelo arquiteto Francisco Xavier Fabri.
O hospital foi inaugurado em 1 de novembro de 1806, mantendo-se em funcionamento até 2012.
Na sequência da criação do Hospital das Forças Armadas, em 2009, o Hospital da Marinha foi absorvido por aquele, quando o mesmo foi ativado.
O Hospital da Marinha foi extinto e encerrado em Dezembro de 2012, as Camaras Hiperbaricas continuaram a funcionar até 2015 ano em que foram encerradas e transferidas para o Hospital das Forças Armadas.
Em abril de 2016, o edifício do antigo Hospital da Marinha, localizado no Campo de Santa Clara, em Lisboa, foi vendido em hasta pública pelo Estado Português a um investidor francês por 17,9 milhões de euros (este valor ultrapassou em cerca de 50% a base de licitação). O edifício tem uma área aproximada de 15.000 metros quadrados distribuídos por sete pisos. Ocupa uma área de terreno com cerca de 4.533 m2.